# Svend Asmussen (dokumentarfilm)
|  | Denne artikel er oprettet af botten Steenthbot ud fra en ekstern database. Den kan derfor have sproglige fejl eller mangler. Denne skabelon kan fjernes efter kontrol af indholdet. |

Svend Asmussen er en dansk dokumentarisk optagelse fra 1968.

## Handling
Svend Asmussens numre i Tivoli-Varieteen 1968. Han optræder med Frederik, Poul Gregersen, Max Leth og Fritz von Bülow.

## Medvirkende
- Svend Asmussen